# نبات بانيستيريوبسيس كابي
نبات بانيستيريوبسيس كابي أو كابي أو ياجى أو آيا واسكا (الاسم العلمي: Banisteriopsis caapi)
الأجزاء المستخدمة : اللحاء. الموطن : نباتٌ معترش من نباتات أمريكا الجنوبية من عائلة المالبايسيا Malpighiaceae
الخواص : يحوي هذا النبات على مركبات قلوية ذات تأثير نفسي psychotropic، كما أن هذه المركبات مسببة للهلوسة، يستخدم هذا النبات في تخضير شراب الآياهوسكا المخدر ويحوي هذا النبات على مركبات البيتا كاربولين beta-carbolines مثل مركبي الحرمين harmine والحرملين harmaline .
وهذا النبات يحسن من الحالة النفسية ويرفع المعنويات في الجرعات المنخفضة ويسبب الهلوسة في الجرعات الأعلى، وتدعى خلاصة هذا النبات بالآياهوسكا ayahuasca و الجرعة الفعالة من هذه الخلاصة هي بحدود 5 ميليغرام، وتعمل هذه الخلاصة بشكل رئيسي على تثبيط المونو أمين اكسيداز ( الأكسيداز أحادي الأمين ) monoamine oxidase، ويمكن الإبقاء على منقوع لحاء هذا النبات صالحاً للاستخدام لمدة تزيد عن ستة أشهر وذلك بحفظه في أوعية محكمة السد .